# Universidad Autónoma de Campeche
Die Universidad Autónoma de Campeche (UACam, deutsch Autonome Universität von Campeche) ist eine öffentliche, staatliche Universität in San Francisco de Campeche, Mexiko. Sie wurde 1965 als Universidad del Sudeste (Universität des Südostens) gegründet und änderte 1989 ihren Namen in den aktuellen.

## Fakultäten
(Quelle: )
- Agrarwissenschaften
- Biochemie
- Geisteswissenschaften
- Ingenieurwissenschaften[4]
- Krankenpflege
- Rechnungswesen und Verwaltung
- Rechtswissenschaft[4]
- Sozialwissenschaften
- Medizin[5]
- Zahnmedizin

## Persönlichkeiten

### Rektoren
(Quelle: )
- 1965–1967: Javier Cu Delgado
- 1967–1969: Felipe Rubio Ortiz
- 1969–1979: Ermilo Sandoval Campos
- 1979–1987: Humberto Lanz Cárdenas
- 1987–1991: Tirso R. de la Gala Guerrero
- 1991–1995: Juan José Casanova Isaac
- 1995–1999: José Alberto Abud Flores
- 000001999: Rafael Martínez Castro
- 1999–2003: Javier Fernando Cú Espejo
- 2003–2007: Enna Alicia Sandoval Castellanos
- 2007–2015: Adriana del Pilar Ortiz Lanz
- 2015–2018: Gerardo Montero Pérez
- 2018–2019: Cindy Rossina Saravia López
- 2019–2022: José Román Ruíz Carrillo
- 2022–0000: José Alberto Abud Flores

### Alumni
- Juan Camilo Mouriño (1971–2008), Politiker (PAN)